# Euricania discigutta
Euricania discigutta är en insektsart som först beskrevs av Walker 1862.  Euricania discigutta ingår i släktet Euricania och familjen Ricaniidae. Inga underarter finns listade i Catalogue of Life.